# Thyrocopa leonina
Thyrocopa leonina là một loài bướm đêm thuộc họ Oecophoridae. Nó là loài đặc hữu của Lanai. It is possibly extinct.
Chiều dài cánh trước khoảng 9 mm. Con trưởng thành bay ít nhất vào thángg 1. Màu nền của cánh trước là màu nâu. Cánhh sau màu nâu nhạt. Rìa cánh có màu nâu rất sáng.